# Doubravice (okres Benešov)
Doubravice (dle RSO v jednotném čísle) je vesnice v okrese Benešov ve Středočeském kraji. Je rozdělena potokem Doubravice na dvě části, spadající do různých obcí. Jde o převážně rekreační osadu poblíž řeky Sázavy, s minimem stálých obyvatel.
- Doubravice 1.díl spadá do katastrálního území i obce Přestavlky u Čerčan. V roce 2009 zde bylo evidováno 40 adres.[1] V roce 2001 zde trvale žili čtyři obyvatelé[2]
- Doubravice 2.díl spadá do katastrálního území Vranov u Čerčan obce Vranov. V roce 2009 zde bylo evidováno 51 adres.[3] V roce 2001 zde trvale žil jeden obyvatel[2]

## Území
Vesnice se nachází po obou stranách potoka Doubravice, což je levý přítok Sázavy. Levý břeh potoka tvoří 1. díl, pravý břeh potoka 2. díl.
Vlastní jádro vesnice patří k dílu Doubravice 1.díl, nachází se kolem levého, bezejmenného přítoku Doubravice a je tvořeno usedlostmi čp. 9, 12 a 13, kolem kterých je řada rekreačních objektů, z nichž některé jsou původními venkovskými staveními, některé novodobými rekreačními stavbami. V blízkosti se tak nacházejí budovy če. 10, 36, 41, 3 a 39. Usedlost čp. 7 se nachází blíže místu, kde se údolí stáčí směrem k Sázavě. Nejhustší chatová zástavba se nachází v horní části údolí potoka Doubravice, nedaleko pod zmíněným jádrem vesnice. Chaty jsou rozděleny do dílů vesnice podle toho, na kterém břehu stojí.
K dílu Doubravice 1.díl patří i několik samot nacházejících se severozápadně od jádra vsi. Nejblíže se nachází usedlost čp. 6, k níž je přidružen objekt če. 7. Dále stejným směrem je samota Hořalka, čp. 5. Východněji se nachází osada Dubsko, jejíž objekty čp. 2 a 3 a če. 1 a 312 jsou v RÚIAN také řazeny k části Doubravice 1.díl, ačkoliv podle mapy Registru sčítacích obvodů tato osada již celá patří k evidenční části i ZSJ Přestavlky u Čerčan. Avšak objekty bezprostředně severně od této osady, stavba u vysílače čp. 74 a chata če. 6, už jsou přiřazeny přímo k Přestavlkům, nikoliv k 1. dílu Doubravice, ačkoliv od vlastních Přestavlk jsou vzdálenější. V levé stráni údolí Doubravice se nachází zhruba 18 chat se zaměřenými čísly evidenčními i několik chat, které v územně-identifikačních mapách čísly označené nejsou. K 1. dílu Doubravice patří také skupina chat na břehu Sázavy u ústí Doubravice a jezu Poddubí, tj. asi o tři čtvrtě kilometru severněji, přístupná po pobřežní zpevněné cestě kolem Sázavy od Hvězdonic. Nejvýchodnější chatou z této skupiny, če. 25, 1. díl Doubravice přesahuje na jediném místě na pravý břeh potoka Doubravice. K území 1. dílu Doubravic je přiřazen také nezastavěný pás pravého břehu Sázavy až k okraji zástavby Zlenic. Patří tak k němu i pozůstatky městečka Odranec u ústí Dubského potoka a nad ním zřícenina hradu Stará Dubá.
V dílu Doubravice 2.díl se nacházejí pouze dvě stavby s čísly popisnými. Usedlost čp. 1 se nachází u břehu potoka Doubravice, nejníže na cestě, které vede kolem potoka po pravém břehu, pod celým souborem rekreačních chat. Zhruba 23 rekreačních chat je ve stráni údolí potoka, deset chat stojí v řadě na kraji pole nad strání. Chata če. 43 je přiřazena k 2. dílu Doubravice přesto, že podle mapy RSO již stojí na území Bezděkova. Druhou obytnou stavbou, s číslem popisným 7, je samota U Hurikána, nacházející se na zalesněném ostrohu nad Sázavou, asi půl kilometru severoseverovýchodně od hlavní chatové oblasti. V okolí samoty U Hurikána se také nacházejí čtyři rekreační chaty. Další skupina 4 číslovaných rekreačních chat se nachází zhruba o dalších 300 metrů západněji, v lokalitě Na Dlouhých (další dvě chaty jsou ve stráni o něco níž), na kterou navazuje skupinka chat, které již patří do Hvězdonic.

## Doprava a turistika
Jednotlivé chatové oblasti, skupinky domů a samoty jsou propojeny sítí místních komunikací. Od chatové oblasti v horní části údolí potoka Doubravice dolů k ústí potoka do Sázavy je v Základní mapě ČR 1:10000 značena stezka po pravém břehu potoka, mapy.cz zde však cestu neznačí (resp. cesta podle nich shora končí u čp. 1).
Nejbližší autobusové zastávky jsou na silnici II/109 v Přestavlkách u Čerčan nebo na křižovatce u Bezděkova, obě jsou z jádra Doubravice vzdáleny asi kilometr a půl pěší chůze. Z dolní části Doubravice, od ústí potoka Doubravice, je blíže železniční zastávka Hvězdonice, asi 1 km chůze či jízdy.